# Lancer du javelot masculin aux championnats du monde d'athlétisme 2022
Pour des articles plus généraux, voir Championnats du monde d'athlétisme 2022 et Lancer du javelot aux championnats du monde d'athlétisme.
Navigation
Doha 2019 Budapest 2023
L'épreuve du lancer du javelot masculin des championnats du monde de 2022 se déroule les 21 et 23 juillet 2022 au sein du stade Hayward Field à Eugene, aux États-Unis.

## Mimimas de qualification
Le minima de qualification est fixé à 85,00 m, la période de qualification est comprise entre le 27 juin 2021 et le 26 juin 2022.

## Résultats

### Finale
| Rang               | Athlète          | Nationalité | Essais | Essais | Essais | Essais | Essais | Essais | Marque | Notes |
| Rang               | Athlète          | Nationalité | 1      | 2      | 3      | 4      | 5      | 6      | Marque | Notes |
| ------------------ | ---------------- | ----------- | ------ | ------ | ------ | ------ | ------ | ------ | ------ | ----- |
| Médaille d'or      | Anderson Peters  | Grenade     | 90.21  | 90.46  | 87.21  | 88.11  | 85.83  | 90.54  | 90.54  |       |
| Médaille d'argent  | Neeraj Chopra    | Inde        | x      | 82.39  | 86.37  | 88.13  | x      | x      | 88.13  |       |
| Médaille de bronze | Jakub Vadlejch   | Tchéquie    | 85.52  | 87.23  | 88.09  | 83.48  | 81.31  | 82.88  | 88.09  |       |
| 4                  | Julian Weber     | Allemagne   | 86.86  | 71.88  | 73.00  | x      | 81.76  | 83.53  | 86.86  |       |
| 5                  | Arshad Nadeem    | Pakistan    | x      | 75.13  | 82.05  | 86.16  | 83.63  | x      | 86.16  | SB    |
| 6                  | Lassi Etelätalo  | Finlande    | 78.27  | 82.70  | x      | –      | 80.71  | 80.99  | 82.70  | SB    |
| 7                  | Andrian Mardare  | Moldavie    | 79.55  | x      | 82.26  | 79.42  | 81.07  | x      | 82.26  |       |
| 8                  | Oliver Helander  | Finlande    | x      | x      | 82.24  | x      | x      | x      | 82.24  |       |
| 9                  | Genki Dean       | Japon       | 77.81  | x      | 80.69  |        |        |        | 80.69  |       |
| 10                 | Rohit Yadav      | Inde        | 77.96  | 78.05  | 78.72  |        |        |        | 78.72  |       |
| 11                 | Curtis Thompson  | États-Unis  | 78.39  | x      | x      |        |        |        | 78.39  |       |
| 12                 | Ihab Abdelrahman | Égypte      | x      | 72.76  | 75.99  |        |        |        | 75.99  |       |

### Qualifications
Qualification : 83,50 m (Q) ou les 12 meilleurs lanceurs (q) se qualifient pour la finale,
| Rang | Groupe | Athlète             | Pays              | Essais | Essais | Essais | Marque | Notes |
| Rang | Groupe | Athlète             | Pays              | 1      | 2      | 3      | Marque | Notes |
| ---- | ------ | ------------------- | ----------------- | ------ | ------ | ------ | ------ | ----- |
| 1    | B      | Anderson Peters     | Grenade           | 89.91  |        |        | 89.91  | Q     |
| 2    | A      | Neeraj Chopra       | Inde              | 88.39  |        |        | 88.39  | Q     |
| 3    | B      | Julian Weber        | Allemagne         | 87.28  |        |        | 87.28  | Q     |
| 4    | A      | Jakub Vadlejch      | Tchéquie          | 85.23  |        |        | 85.23  | Q     |
| 5    | A      | Ihab Abdelrahman    | Égypte            | 77.34  | 83.41  | x      | 83.41  | q     |
| 6    | B      | Oliver Helander     | Finlande          | 82.41  |        |        | 82.41  | q     |
| 7    | A      | Genki Dean          | Japon             | 79.26  | 79.33  | 82.34  | 82.34  | q, SB |
| 8    | A      | Curtis Thompson     | États-Unis        | 81.73  | 81.50  | x      | 81.73  | q, SB |
| 9    | B      | Arshad Nadeem       | Pakistan          | 76.15  | 74.38  | 81.71  | 81.71  | q, SB |
| 10   | B      | Andrian Mardare     | Moldavie          | 80.83  | 79.41  | x      | 80.83  | q     |
| 11   | B      | Rohit Yadav         | Inde              | 80.42  | x      | 77.32  | 80.42  | q     |
| 12   | A      | Lassi Etelätalo     | Finlande          | 75.41  | 79.40  | 80.03  | 80.03  | q     |
| 13   | B      | Patriks Gailums     | Lettonie          | 75.49  | 75.63  | 79.66  | 79.66  |       |
| 14   | B      | Julius Yego         | Kenya             | 79.60  | 75.33  | 76.41  | 79.60  |       |
| 15   | A      | Rolands Štrobinders | Lettonie          | 77.83  | 76.50  | 79.39  | 79.39  |       |
| 16   | A      | Keshorn Walcott     | Trinité-et-Tobago | x      | 78.87  | 76.63  | 78.87  |       |
| 17   | B      | Manu Quijera        | Espagne           | 76.53  | 78.61  | 78.29  | 78.61  |       |
| 18   | A      | Toni Keränen        | Finlande          | 76.13  | 78.52  | x      | 78.52  |       |
| 19   | B      | Kenji Ogura         | Japon             | 78.48  | 75.22  | 77.20  | 78.48  |       |
| 20   | A      | David Carreon       | Mexique           | 77.61  | 76.79  | 76.80  | 77.61  |       |
| 21   | B      | Cameron McEntyre    | Australie         | 65.72  | x      | 77.50  | 77.50  |       |
| 22   | B      | Leandro Ramos       | Portugal          | 77.34  | 76.27  | 72.48  | 77.34  |       |
| 23   | A      | Johan Grobler       | Afrique du Sud    | 76.30  | 73.74  | x      | 76.30  |       |
| 24   | B      | Tim Glover          | États-Unis        | x      | 75.68  | 73.10  | 75.68  |       |
| 25   | A      | Alexandru Novac     | Roumanie          | 75.12  | 74.34  | 75.20  | 75.20  |       |
| 26   | A      | Cruz Hogan          | Australie         | 69.74  | 73.03  | x      | 73.03  |       |
| 27   | B      | Ethan Dabbs         | États-Unis        | x      | 72.81  | 72.35  | 72.81  |       |
|      | A      | Andreas Hofmann     | Allemagne         | x      | x      | x      | NM     |       |

## Légende
Records et Performances
- AR : Record continental (area record)
- CR : Record des championnats (championship record)
- MR : Record du meeting (meet record)
- NR : Record national (national record)
- OR : Record olympique (olympic record)
- PR : Record paralympique (paralympic record)
- PB : Record personnel (personal best)
- SB : Meilleure performance personnelle de la saison (season's best)
- WL : Meilleure performance mondiale de l'année (world leader)
- WJR : Record du monde junior (world junior record)
- WR : Record du monde (world record)

Circonstances et Conditions
- DNF : N'a pas terminé (did not finish)
- DNS : N'a pas pris le départ (did not start)
- DQ : Disqualification (disqualification)
- NM : Aucun essai valable enregistré (No Mark)
- Q : Qualifié « directement » au prochain tour (ou à la prochaine compétition), lors d'une compétition majeure, grâce au classement ou à la réalisation des minima (automatic qualifier)
- q : Qualifié au prochain tour (ou à la prochaine compétition), lors d'une compétition majeure, grâce au repêchage ou à la réalisation de l'une des meilleures performances parmi celles des « non qualifiés directement » (grâce au meilleur temps ou à la meilleure distance par exemple) (secondary qualifier)